# Muttart Conservatory
O Muttart Conservatory é um jardim botânico localizado no vale do Rio Saskatchewan do Norte, em frente ao centro da cidade de Edmonton, Alberta, Canadá. Um dos lugares mais conhecidos da cidade de Edmonton, o conservatório consiste em três estufas operadas pela cidade, jardins públicos, bem como quatro pirâmides para exibição de espécies de plantas encontradas em três biomas, uma quarta pirâmide com função de hospedagem para exibição sazonal e uma quinta pirâmide com um abertura menor que ilumina o salão central.
Uma doação da Fundação Gladys e de Merrill proporcionou impulso para a construção do conservatório, com o restante do financiamento fornecido pela província de Alberta e pela cidade de Edmonton. O conservatório é operado pelo Departamento de Parques e Recreação de Edmonton.

## Arquitetura
A estrutura incomum e diferenciada do conservatório, foi projetada pelo arquiteto britânico Peter Hemingway. A estrutura é composta por quatro pirâmides de vidro construídas em torno de um núcleo de serviços central, as duas pirâmides maiores possuem uma área de 660 metros quadrados, e as duas médias o tamanho de 410 metros quadrados. Três das pirâmides são dedicadas a exibições de plantas das regiões tropical, temperada e árida, respectivamente, sendo a quarta pirâmide usada para shows que mudam conforme as estações do ano além de apresentar exposições de plantas com flores ornamentais.

## Biomas
A Temperate pyramid (Pirâmide Temperada) abriga plantas típicas de climas temperados, de zonas como o sul dos Grandes Lagos, Austrália e até de regiões montanhosas da Ásia. Perto da entrada a pirâmide é alimentada por um córrego e é uma área de pântano, com lírios de água. O pântano se funde em uma floresta com as principais árvores do oriente e arbustos baixos, incluindo sequoias vermelhas, cedros e capim dos pampas. Eucaliptos e arbustos floridos complementam a seção australiana. No solo da floresta e na seção alpina há muitas plantas pequenas com flores, algumas nativas de Alberta e outras de todo o mundo. As condições ambientais cuidadosamente controladas permitem que as plantas permaneçam inativas no inverno e cresçam na primavera com folhas verdes e flores coloridas.
As plantas da Arid pyramid (Pirâmide Árida) provêm das áreas quentes e frias que se estendem por cinco continentes. Elas compartilham a capacidade de prosperar em ambientes com ar seco, umidade irregular e largas mudanças de temperatura diárias. Na primavera de 2013, a Arid pyramid apresentou uma flor da planta americana Agave que atingiu uma altura de 30 pés antes de chegar ao topo da pirâmide. Esta planta foi plantada um ano após o início do Muttart Conservatory.
A Tropical pyramid (Pirâmide Tropical) oferece uma enorme diversidade de espécies sob um dossel de palmeiras altas, podendo citar: bananeiras, figueiras, orquídeas, várias plantas do gênero hibiscus e aves-do-paraíso. As plantas provêm de florestas tropicais, savanas ou pastagens tropicais, e muitas vezes são vistosas e brilhantes. Uma cachoeira cai no centro da pirâmide onde pequenos peixes e plantas aquáticas vivem. Esta pirâmide também serviu de casa para um pássaro kiwi e uma preguiça. Em 11 de março de 2013, um broto de Amorphophallus titanum (comumente conhecida como a flor do cadáver) plantada, brotou e floresceu na pirâmide em 22 de abril.
A pirâmide de recursos oferece exibições sazonais que mudam completamente várias vezes por ano, fornecendo novas experiências para os visitantes. Exibições de temática exclusiva e festas fabulosas destacam a criatividade da equipe de Muttart.
Outras comodidades na instalação são uma pequena construção ao ar livre, loja de presentes e o Café Culina Muttart. O café serve vários itens do menu de sopas, saladas e sanduíches feitos com ingredientes de origem local, incluindo ervas e saladas cultivadas no local na estufa.
As instalações são de propriedade e são operadas pela cidade de Edmonton, o Muttart Conservatory também é um lugar popular para eventos especiais, como casamentos por exemplo. O Muttart Conservatory passou por uma renovação avaliada em US$ 6,3 milhões que foi concluída em junho de 2009.

## Galeria de imagens

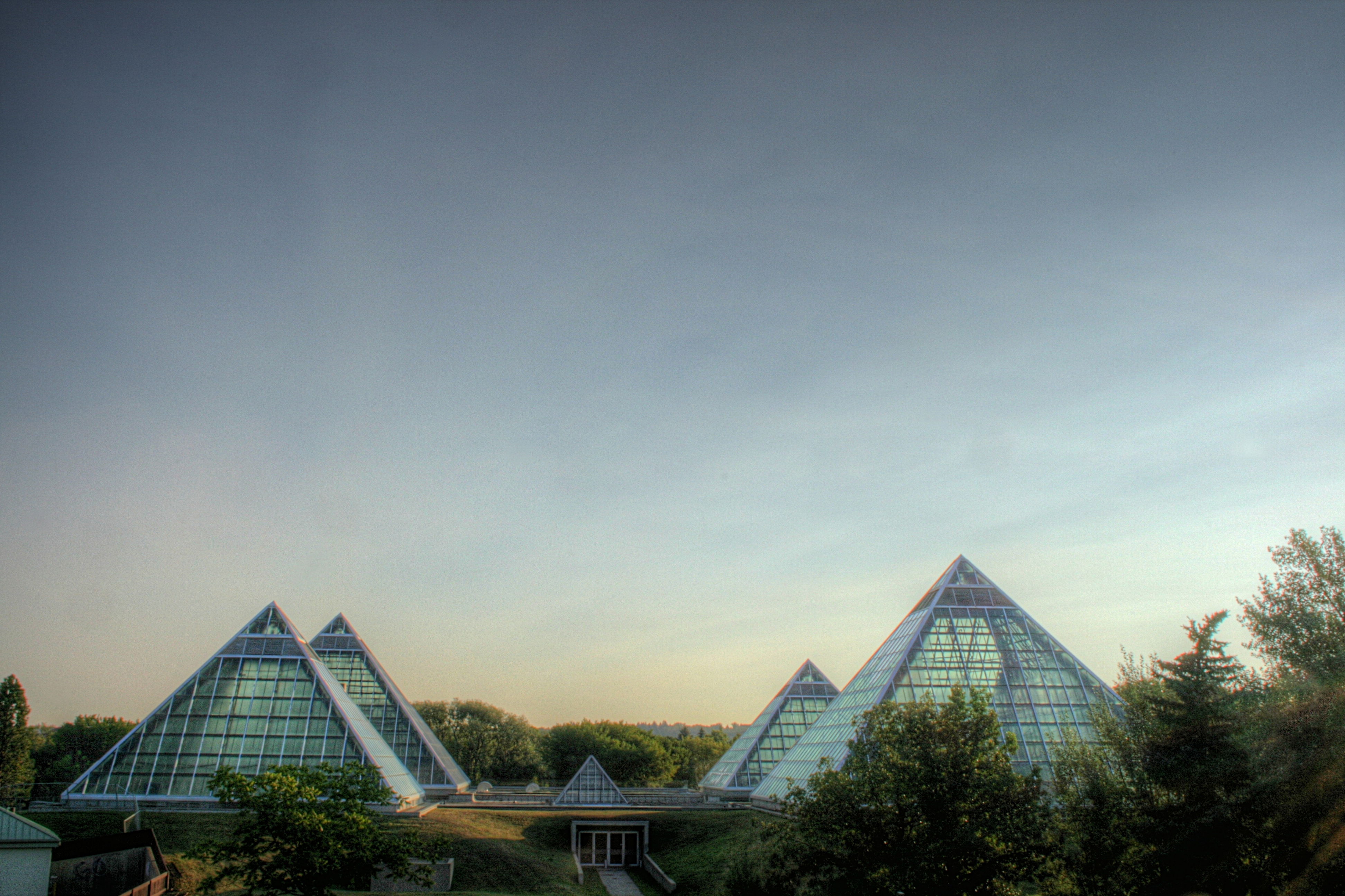
Amanhecer no Muttart Conservatory
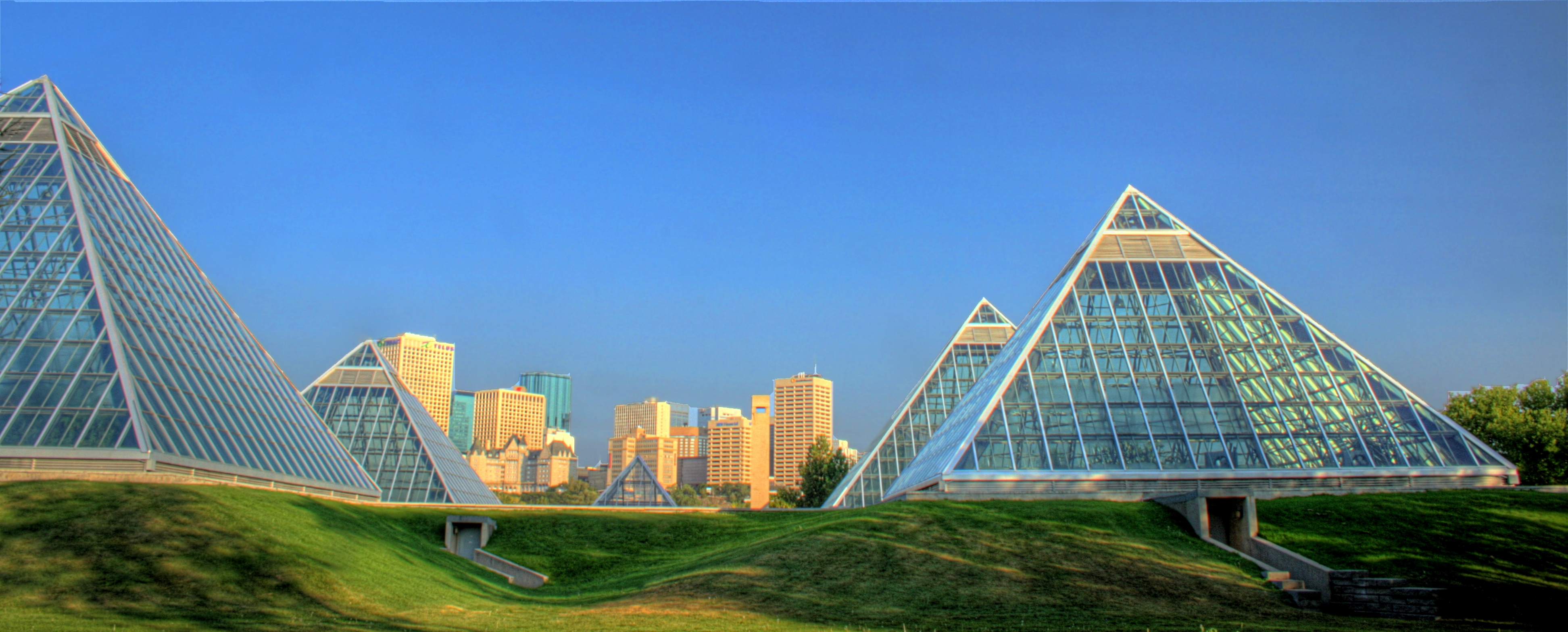
Muttart Conservatory com o centro de Edmonton a distância.
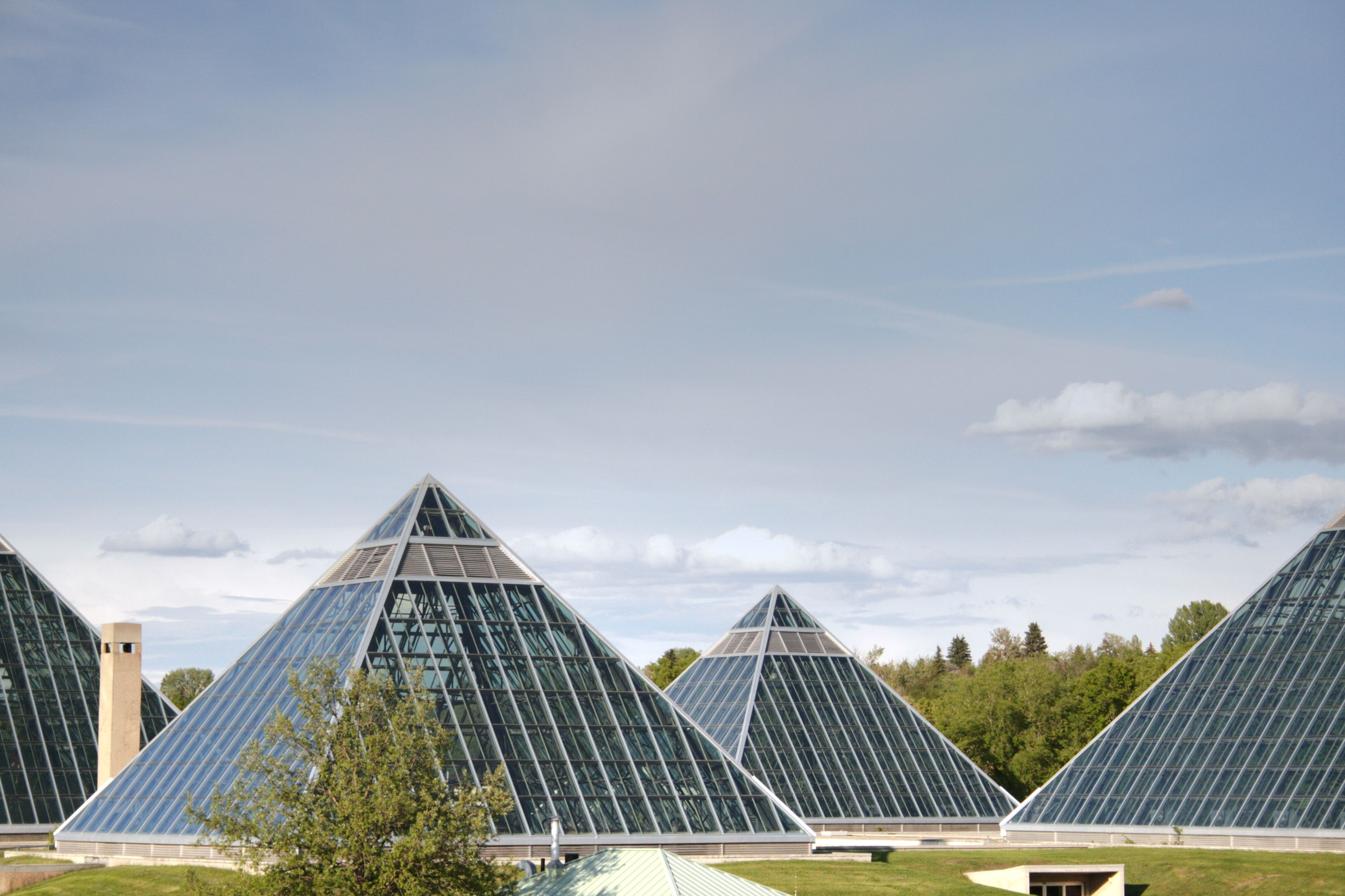
Pirâmides do Muttart Conservatory
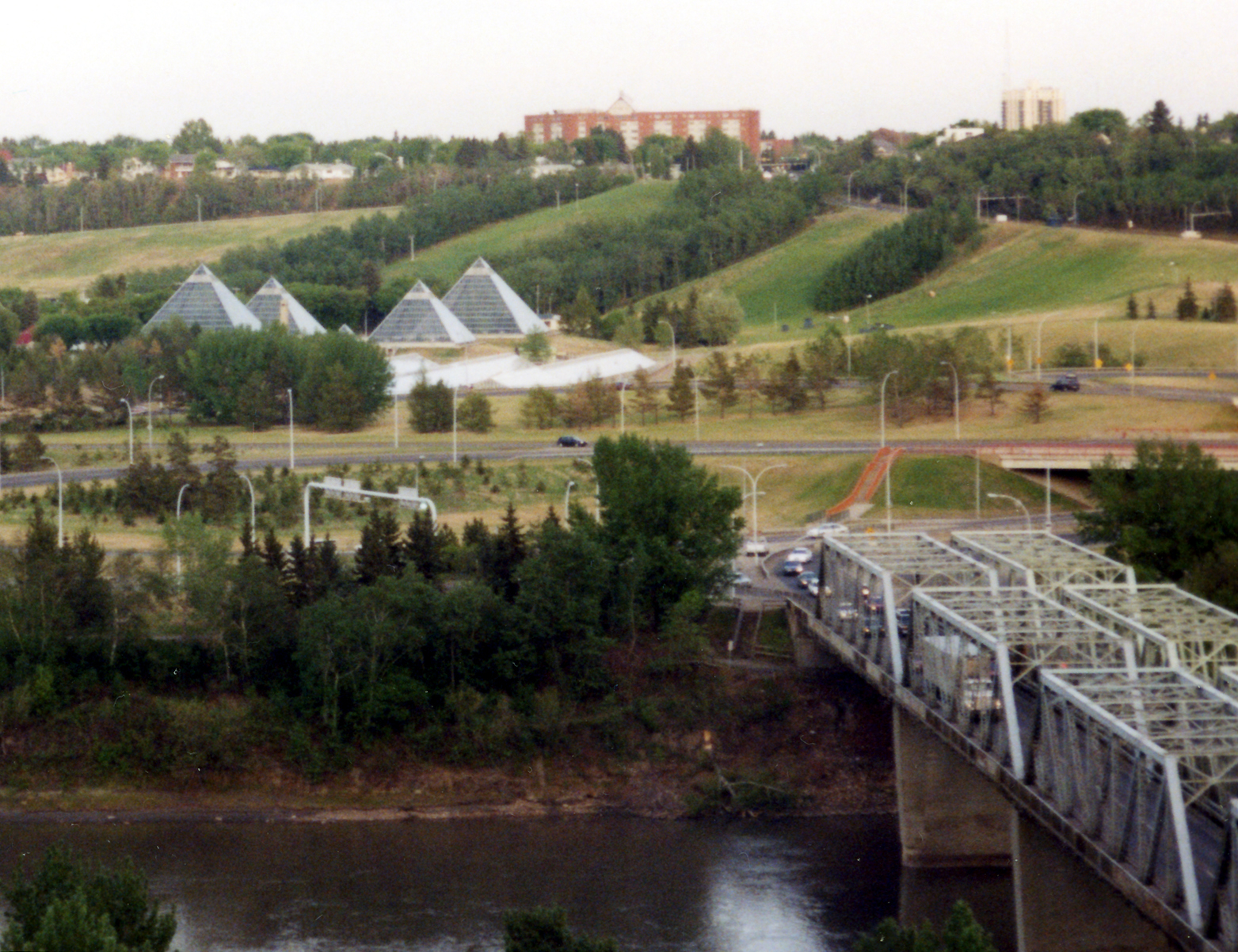
Muttart Conservatory visto da margem norte do Rio Saskatchewan do Norte
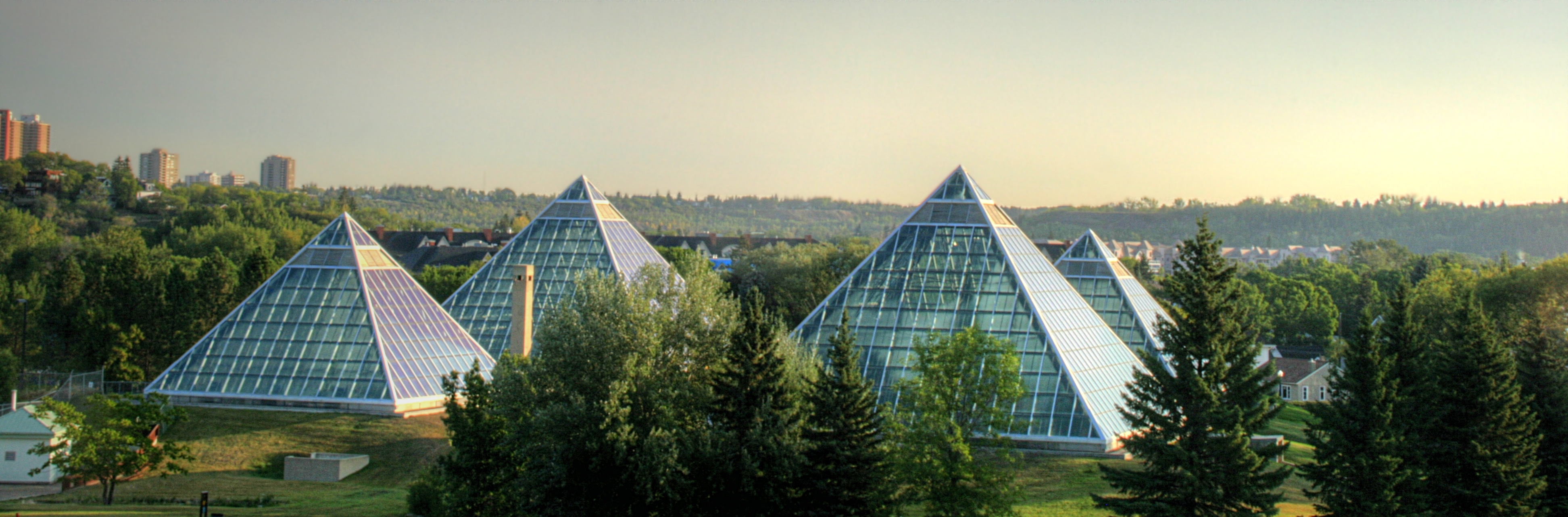
O Muttart Conservatory
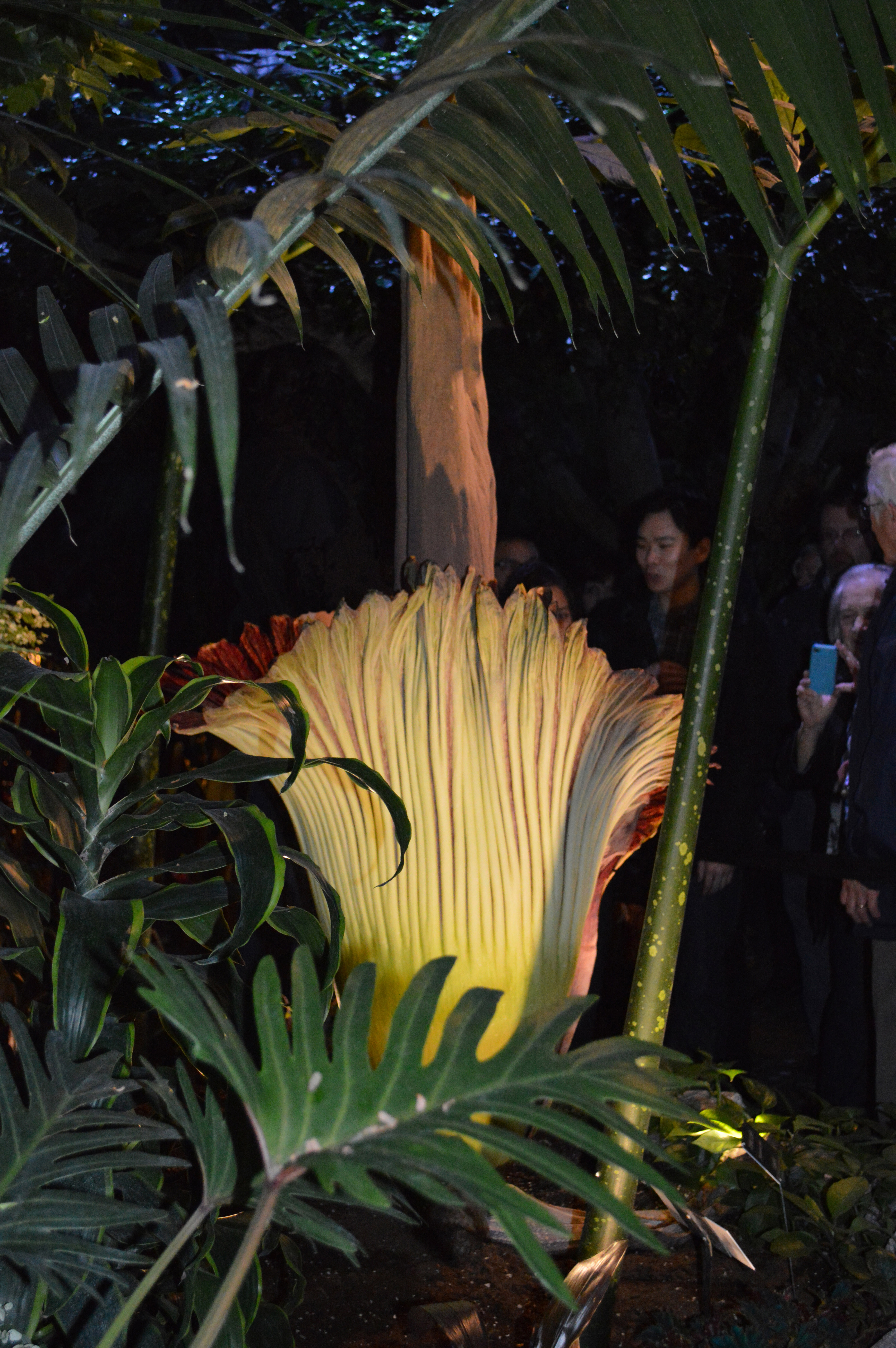
Flor do gênero Amorphophallus no Muttart Conservatory.